# 근육계
근육계(Muscular system, 筋肉系)는 골격근, 평활근, 심장근으로 구성된 기관계이다. 몸을 움직이거나 자세를 유지하고, 전신에 혈액을 순환시키는 역할을 한다. 척추동물의 근육계통은 신경계통의 통제를 받고, 일부(심장근과 내장근육 등)는 자율적으로 움직인다. 골격계통과 연합하여 근골격계를 형성한다.

## 근육
근육은 크게 골격근, 심장근, 평활근으로 구분된다. 근육은 힘을 내고 몸의 균형과 자세를 유지하며, 움직임을 가능케 하고, 열을 내어 체온을 유지한다.
활동전위가 골격근을 자극하면 각 근섬유분절(sarcomere)은 일제히 수축한다. 근수축을 가장 잘 설명하는 모델은 필라멘트 활주 모형(sliding filament model)이다. 액틴과 마이오신 섬유가 서로 겹치면서 수축이 일어난다. 마이오신 미세섬유는 골프 클럽 모양의 머리를 액틴 미세섬유 쪽으로 뻗고 있다.
마이오신 머리에는 액틴 미세섬유와 결합 자리가 있다. 마이오신은 가장 가까운 액틴 필라멘트의 결합자리에 분리와 재결합을 반복하면서 근섬유분절의 중심을 향해 회전한다. 이 과정에는 다량의 에너지(ATP)가 소모된다. ATP는 마이오신 머리와 액틴 미세섬유가 형성한 다리에 결합한다. ATP가 방출하는 에너지로 마이오신 머리가 회전한다. 근육은 ATP를 소량만 저장하기 때문에 계속해서 방출된 ADP를 이용하여 ATP를 빠르게 재생산해야 한다. 근육 조직에 있는 인산 크레아틴이 초기 단계에 ADP를 ATP로 빠르게 재생하는 역할을 한다.
근섬유분절이 수축하는 각 주기에는 칼슘 이온(Ca2+)이 꼭 필요하다. 근육에 수축 자극이 오면 Ca2+가 근육세포질그물(sarcoplasmic reticulum)에서 근섬유분절로 방출된다. Ca2+는 미오신이 결합하는 액틴 결합자리를 드러낸다. 근육이 수축을 멈출 때가 되면 Ca2+는 다시 근섬유분절에서 근육세포질그물로 돌아가 저장된다.

### 유산소 및 무산소성 근육 활동
신체는 휴식 상태에서 젖산이나 피로성 부산물을 생산하지 않고 산소성 대사를 통하여 미토콘드리아에서 ATP를 생산한다. 운동을 하는 동안에는 운동의 강도, 지속 시간, 개인의 근육량 정도에 따라 ATP 생산 방법이 다양하다. 운동 강도가 낮을 때 오랜 시간(수 분 이상) 운동을 지속하면 신체에 저장된 탄수화물과 지방을 이용한 산소성 대사가 일어난다. 운동 강도가 높아지면 운동을 지속할 수 있는 시간은 강도에 반비례하여 낮아지고 ATP 생산 방법이 산소성에서 무산소성 경로, 즉 인산 크레아틴을 이용하는 체계나 무산소성 해당으로 바뀐다. 산소성 ATP 생산 경로는 생화학적으로 훨씬 느리고 지속 시간이 길고 강도가 낮은 운동을 할 때만 사용되나, 즉각적으로 제거되지 않는 피로성 부산물이 없어 지방이나 탄수화물 분자 대비 ATP 생산량이 높다. 유산소 운동은 산소 전달 체계의 효율을 높여 유산소 대사가 더욱 빨리 일어날 수 있도록 한다. 무산소성 ATP 생산 경로는 ATP 생산 속도가 빠르고 최대 강도에 근접하는 운동을 가능하게 하지만, 젖산이나 신체와 근섬유분절에서 생산되는 피로성 부산물이 많아 고강도 운동을 수 분 이상 지속하지 못하게 한다. 인산을 이용한 체계(phosphagen system)는 무산소성이고 이를 통하여 가장 강도가 높은 운동을 할 수 있다. 근육 내에 저장된 인산 크레아틴은 매우 제한적이어서 최대 십 초가량 지속되는 운동에 필요한 에너지만 공급할 수 있고, 회복은 매우 빨라 5분 이내에 크레아틴 저장량이 회복된다.

### 심장근
심장근은 가로무늬근이지만 골격근과 달리 근섬유가 옆으로 서로 연결되어 있다. 평활근과 마찬가지로 자의로 조절할 수 없다. 심장세포는 자율신경계의 영향을 받는 굴심방결절(sinus node)에 의해 통제된다.

### 평활근
평활근은 자율신경계의 직접적인 조절을 받고, 의식적으로 움직일 수 없다(불수의적). 평활근 수축은 신경계 자극 이외에도 호르몬, 주변분비물질의 영향을 받는다. 골격근 섬유와 달리 연축에 반드시 활동전위가 필요하지 않다.
심박을 조절하는 근육과 폐 근육 일부는 불수의적이지만 평활근은 아니다.

## 근육 수축 통제
신경근육이음부는 운동뉴런이 근육과 만나는 부위이다. 운동뉴런의 시냅스에 활동전위가 도달하면 골격근을 수축시키는 신경전달물질 아세틸콜린은 신경의 축삭 말단에서 방출된다. 아세틸콜린이 근섬유 막의 수용체에 결합하면 활동전위가 T 소관을 따라 진행한다. T 소관의 활동전위는 DHP 수용체의 입체형태를 변화시키고, 근육세포질그물 막에 있는, DHP 수용체와 기계적으로 연결된 라이노다인 수용체(Ca2+ 방출 채널)가 열려 Ca2+가 근육세포질그물에서 근섬유 세포질 내로 방출된다. Ca2+가 트로포닌에 결합하면 트로포미오신이 밀리면서 액틴과 미오신이 결합하는 액틴 결합자리를 드러낸다. 미오신 머리는 치기 동작(power stroke)을 하고 액틴 필라멘트는 근육원섬유마디 가운데로 미끄러진다.
신경세포에서 온 자극 하나는 Ca2+을 방출시켜서 근육을 짧게 한 번 수축시키는데, 이를 근육 연축(muscle twitch)이라 한다. 활동전위가 짧은 간격으로 근육을 자극하거나 신경근육이음부에 이상이 생기면 수축이 연장되면서 강축(tetanus)이라는 최대 수축 상태가 된다. 신경근육이음부가 기능을 잃으면 마비를 일으킨다.
골격근은 운동뉴런의 여러 갈래 축삭 말단과 연결된 수백 개의 운동 단위로 이루어진다. 운동 단위는 각 근육섬유를 구분하고 통제한다. 운동에 참여하는 운동 단위의 수를 정확하게 조절하여 특정한 환경에 맞춰 반응을 정교하게 일어나도록 할 수 있다. 각 근육 단위가 하나가 되어 수축하면 전체 근육은 미리 계획했던 대로 움직일 수다. 운동 단위의 동조와 균형, 통제는 소뇌의 지휘에 따르기도 한다. 이를 통해 의식적으로 노력하지 않고 근육을 복잡하게 조정할 수 있다. 운전을 하면서 각 개별적인 과정에 신경쓰지 않고도 가능한 것이 이 경우이다.

### 골격근
인체에는 약 639개의 골격근이 있다.
|  |  |

## 그림

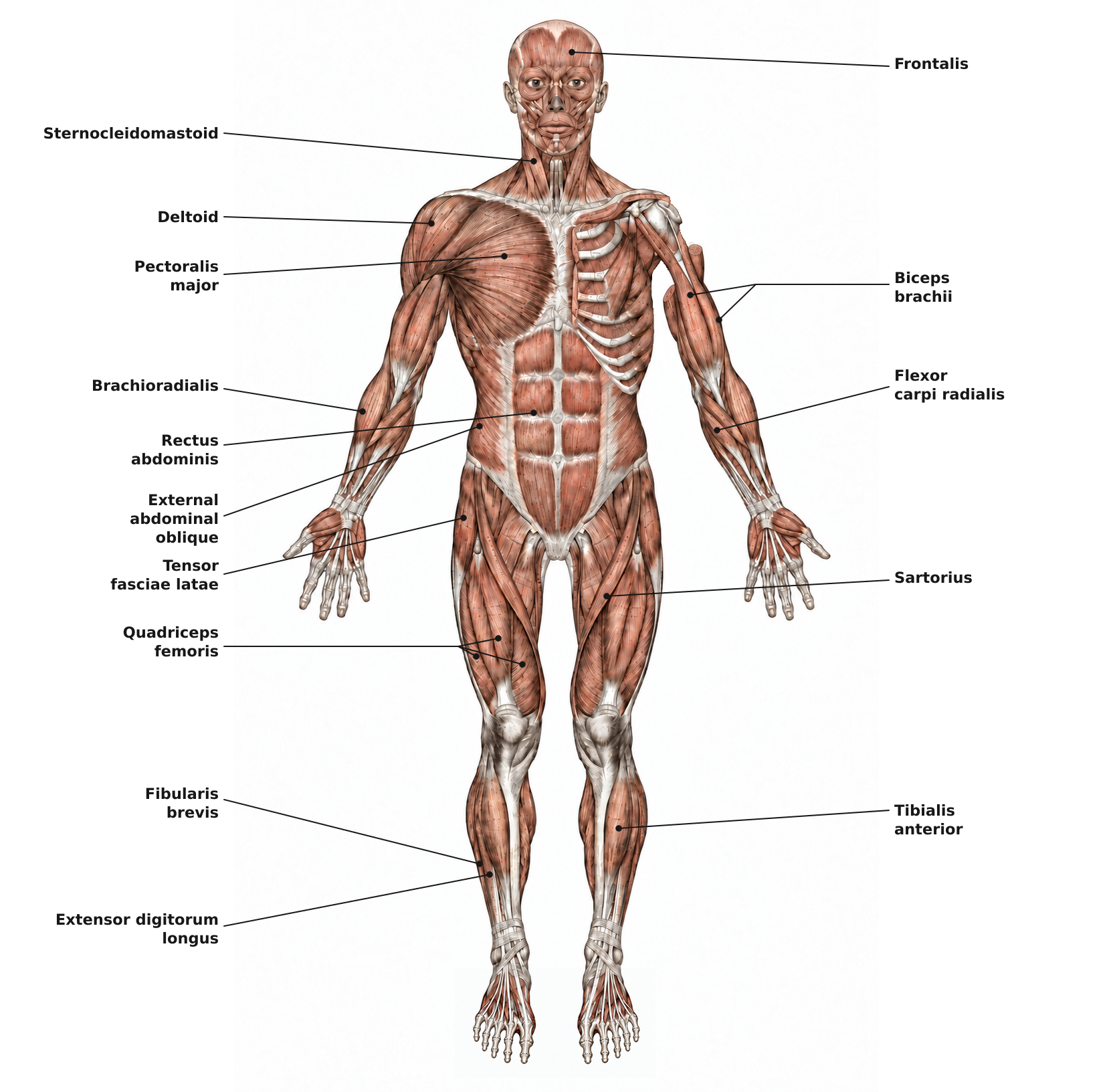
앞에서 본 근육
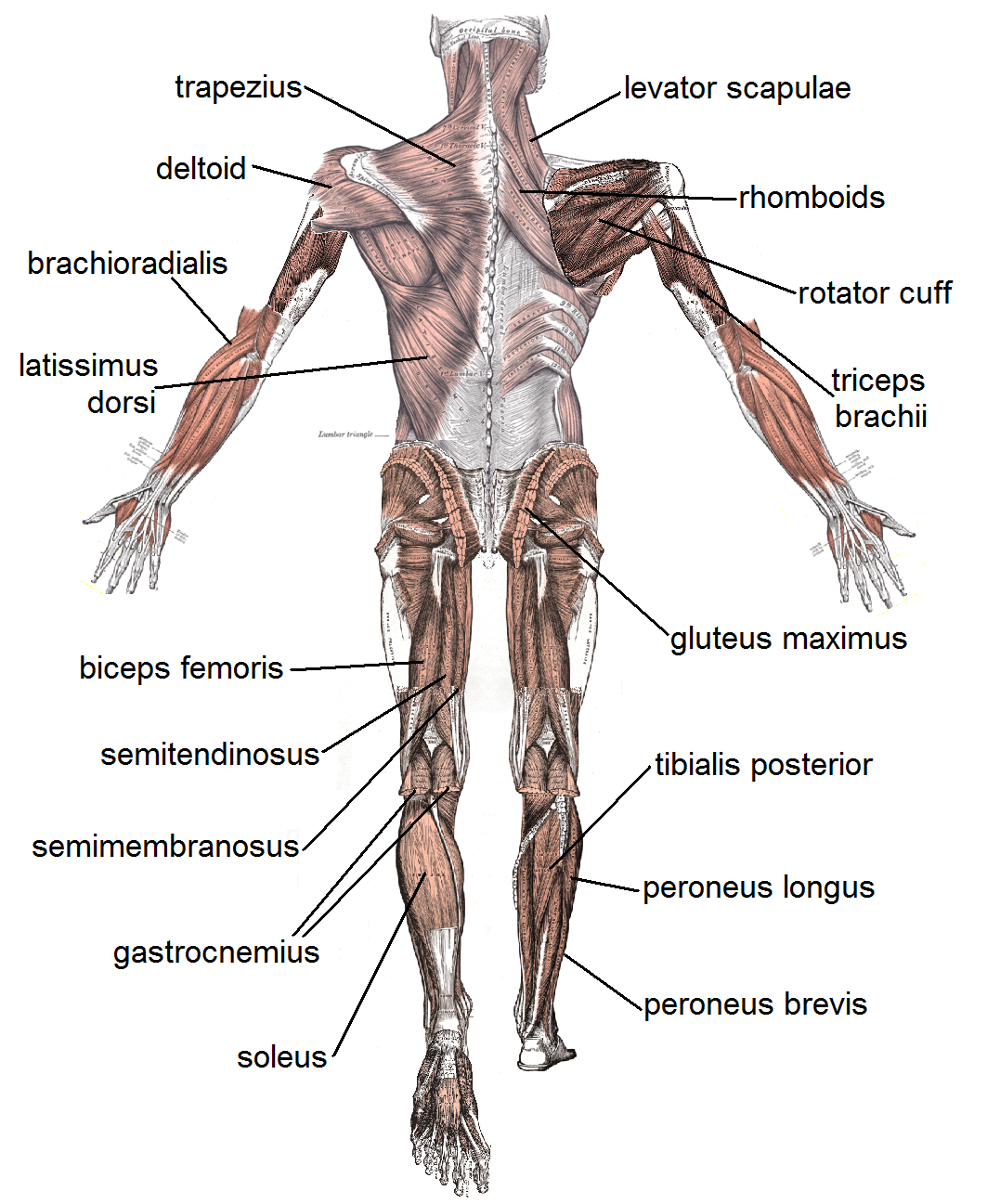
뒤에서 본 근육
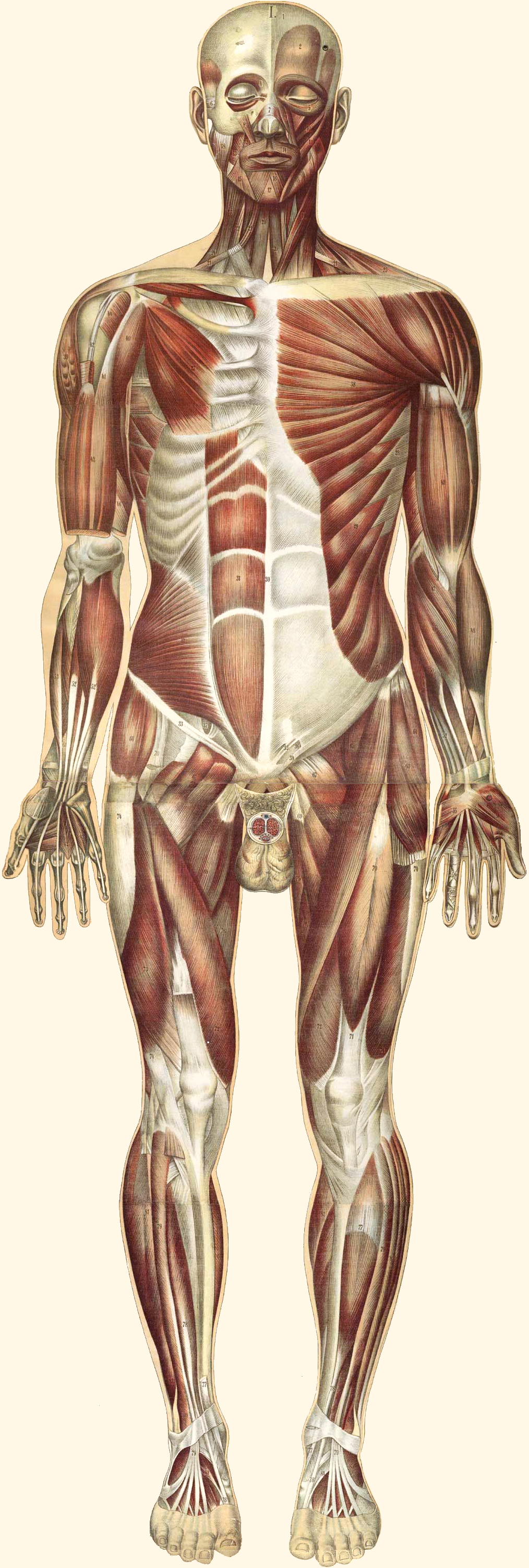
앞에서 본 인간의 근육을 묘사한 19세기 삽화
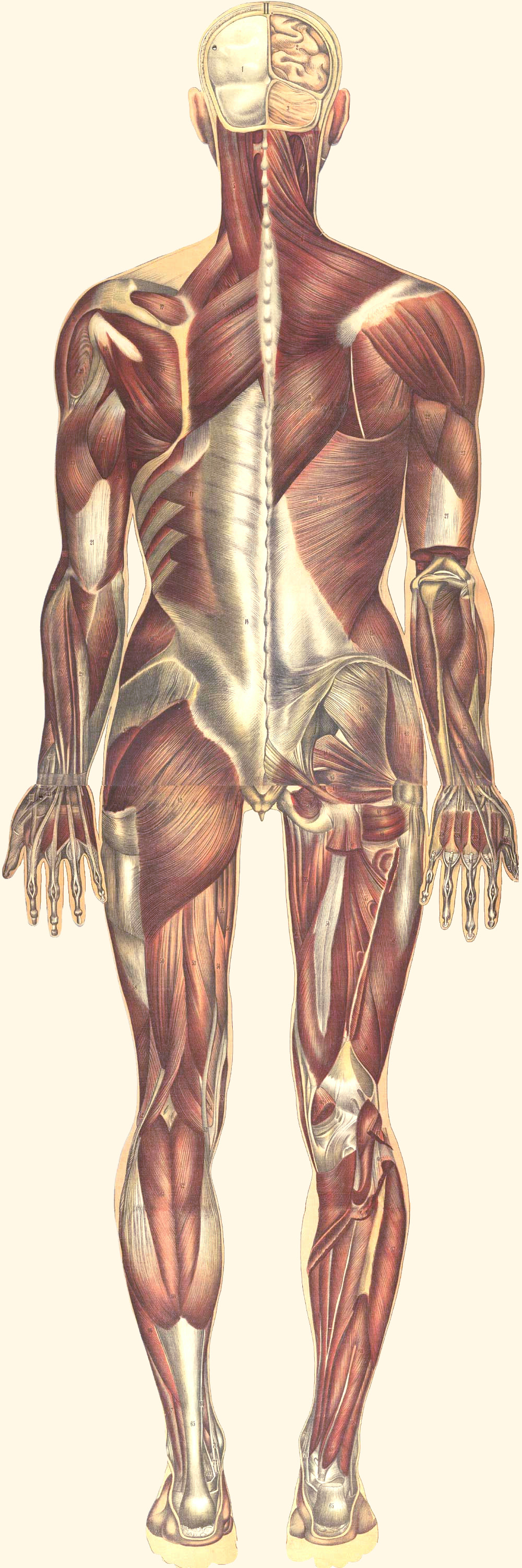
뒤에서 본 인간의 근육

## 같이 보기
- 코리 회로
- 인체 근육 목록

### 내용주
1. ↑  폐를 이루는 근육은 의식적으로 움직일 수 있지만 제한적이다.

### 참고 문헌
1. 1 2 3 4 5 6 7 8  Silverthorn DU (2011년 3월 1일).  고영규 외 역, 편집. 《인체생리학》 5판. 라이프사이언스. 387–426쪽. ISBN 978-89-6154-101-5.
2. ↑  Silverthorn DU (2011년 3월 1일). 〈17장 호흡역학〉.   고영규 외 역. 《인체생리학》 5판. 라이프사이언스. ISBN 978-89-6154-101-5.